# Bitwa pod piramidami

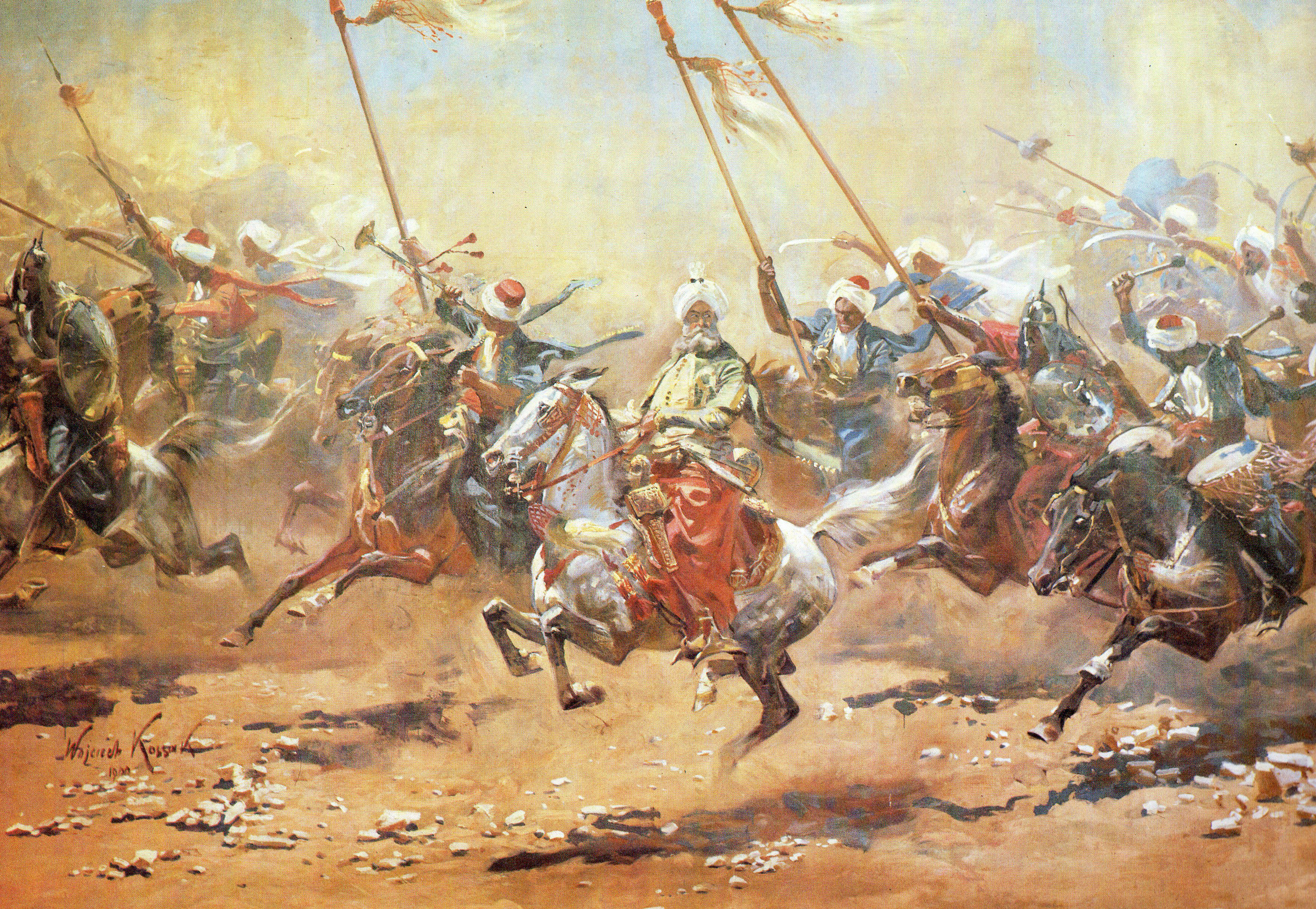
Szarża mameluków, fragment cykloramy W. Kossaka z 1901

Bitwa pod piramidami (fr. Bataille des Pyramides) – bitwa stoczona 21 lipca 1798 (3 thermidora roku VI) pod wioską Embabeh, 15 kilometrów na północ od Kairu pomiędzy armią francuską, dowodzoną przez generała Napoleona Bonapartego a mamelukami Murada Beja i Ibrahima Beja wspartymi piechotą arabską, zakończona zwycięstwem Francuzów.

## Przyczyny
W lutym 1798 Napoleon, stwierdziwszy, że planowana inwazja Wysp Brytyjskich nie jest możliwa do zrealizowania, przedstawił Dyrektoriatowi gigantyczny plan podboju Egiptu, przekopania kanału łączącego Nil z Morzem Czerwonym celem skierowania floty na ocean i zaatakowania kolonii brytyjskich w Indiach. Plan – mimo początkowego sprzeciwu Dyrektoriatu – został zatwierdzony 5 marca. Naczelnym tłumaczem wyprawy i sekretarzem osobistym Napoleona został Jean Michel de Venture de Paradis. Przydatnym dla wodza Armii Wschodniej (fr. Armée d’Orient) okazał się także jego adiutant Polak Józef Sułkowski znający język arabski i turecki.

## Przygotowania
Przygotowania z miejsca nabrały tempa i już 19 maja flota francuska opuściła Tulon. Dzień wcześniej, podczas przeglądu oddziałów Napoleon wygłosił przemówienie, w którym przypomniał żołnierzom ich zwycięstwa we Włoszech, obiecywał jeszcze wspanialsze w Egipcie, a po zakończeniu kampanii 6-morgowe działki rolne. Wojsko odpowiedziało okrzykiem Vive Bonaparte!.
Na pokładach okrętów i statków transportowych znajdowało się 35 tysięcy żołnierzy oraz stukilkudziesięcioosobowa ekipa naukowców (między innymi matematyk Gaspard Monge i chemik Claude Louis Berthollet) i artystów (między innymi malarz i archeolog amator Dominique Vivant Denon). Wśród oficerów sztabu armii znajdowali się – poza Sułkowskim – dwaj inni Polacy: Józef Zajączek i Józef Feliks Łazowski.

## Zdobycie Malty
W pierwszych dniach czerwca flota francuska wysadziła desant na Malcie. Valletta, twierdza joannitów, uchodziła za warownię nie do zdobycia, lecz korpus desantowy generała Marmonta potrzebował zaledwie dwóch dni, by wziąć ją szturmem. Jako pierwszy wdarł się 10 czerwca na mury Sułkowski. W nocy z 11 na 12 czerwca 35-tysięczna załoga Valletty skapitulowała.
Odebrane zakonnikom kosztowności załadowano na okręt liniowy „L'Orient”, który zatonął wraz z całym skarbem podczas bitwy morskiej pod Abukirem.

## Bitwa

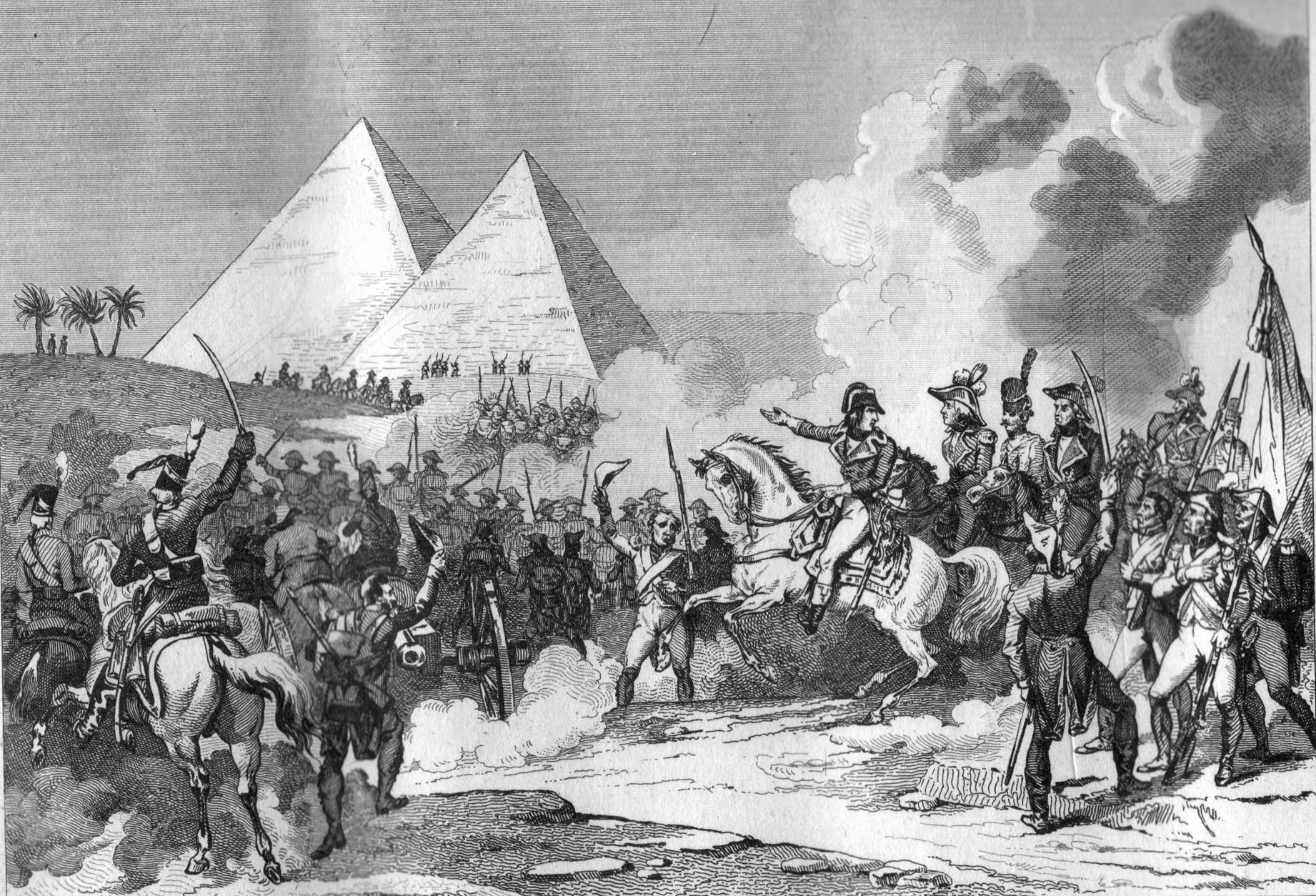
Bitwa pod piramidami

Po wylądowaniu 23 czerwca w Egipcie i zajęciu 2 lipca Aleksandrii Napoleon skierował armię w stronę Kairu, wybierając najkrótszą drogę przez pustynię. Do decydującego starcia z armią mamelucką doszło 21 lipca. Francuzi byli w gorszej sytuacji. Kilkudniowa wędrówka w spiekocie przez pustynię wyczerpała żołnierzy i spowolniła marsz.
Ibrahim Bej postanowił zaatakować Francuzów przed Kairem. Widząc gotową do ataku kawalerię mamelucką, Napoleon rozkazał sformować dywizyjne czworoboki (fr. Carrés d’Egypte) i wypowiedział słynne słowa: „Żołnierze! Pamiętajcie, że czterdzieści wieków patrzy na was z wysokości tych pomników” (fr. Songez que du haut de ces monuments quarante siècles vous contemplent), bitwa bowiem miała toczyć się niezbyt daleko wyłaniających się na horyzoncie (24 kilometry od pola bitwy) piramid.
Do historii przeszły też słowa generała Maximiliena Caffarelliego wypowiedziane podczas tej bitwy: „Uczeni i osły do środka!” – rozkaz ten miał chronić zarówno licznych naukowców francuskich, których Napoleon wziął na wyprawę, jak i zwierzęta, służące jako środek transportu. Intencje były dobre, ale od tej pory żołnierze nazywali „uczonych nierobów” osłami.
Szarża 6 tysięcy mameluków nie zdołała rozerwać francuskich czworoboków dywizji generała Louisa Desaixa, które wsparte artylerią i silnym ogniem karabinowym zadały atakującym ogromne straty. Kolejna próba rozerwania francuskich szyków skończyła się katastrofą dla mameluków: dostali się oni w krzyżowy ogień dywizji Desaixa i znajdującej się po drugiej stronie dywizji Jeana-Louisa Reyniera. Konnica mamelucka rozpierzchła się w popłochu; wielu potonęło w wodach Nilu. Piechota dowodzona przez Marmonta i Rampona odparła ostatni rozpaczliwy atak 2 tysięcy mameluków i wdarła się do obozu przeciwnika.
Ibrahim Bej, widząc beznadziejność nacierania uzbrojonych w dzidy i łuki jeźdźców na najeżone bagnetami czworoboki Francuzów, dał mamelukom rozkaz odwrotu w kierunku Górnego Egiptu. Pod wieczór armia francuska opanowała słabe fortyfikacje w wiosce Embabeh, wycinając w pień jej obrońców i zdobywając ogromne łupy (tylko to, co zdarto z wyłowionych z rzeki trupów, obliczano na 40 tysięcy franków w złocie).
Bitwa była skończona. Francuzi stracili 120 żołnierzy, 180 zostało rannych. Spomiędzy obrońców około 6 tysięcy poległo, 1 tysiąc wzięto do niewoli. Cztery dni później, 25 lipca 1798, Napoleon wkroczył do Kairu.
Bitwa ta jest wymieniona na Łuku Triumfalnym w Paryżu.